# Tomba della Fibula d'Oro
La Tomba della Fibula d'Oro (en français : Tombe de la Fibule d'or) est l'une des tombes étrusques à tholos datant de deuxième moitié du VIIe siècle av. J.-C., située dans le site archéologique de Vetulonia, sur le territoire de la frazione Vetulonia de la commune de Castiglione della Pescaia (province de Grosseto) en Toscane. 

## Histoire
La tomba della Fibula d'Oro a été découverte par Isidoro Falchi dans les années 1900.

## Description
La tombe de la Fibula d'Oro est une tombe à tholos (soit à fausse coupole). Son nom provient de la pièce archéologique, une fibule en or trouvée sur le site.
Le tumulus était à l'origine constitué par une unique chambre circulaire avec un dromos d'accès.
La couverture de la structure était réalisée au moyen d'anneaux concentriques de blocs de pierre qui se réduisent graduellement vers le haut selon une technique définie de la «  pseudo-coupole  ».
Le pilier central dit omphalos, n'avait pas pour but le soutien de la voûte (il n'atteint d'ailleurs pas à son sommet), mais symbole de l'axe du monde il liait le monde des vivants au monde des morts, virtuellement atteint dans le sol.
La structure est aujourd'hui fortement détériorée et il ne reste plus rien du tholos.
La pièce archéologiques la plus remarquable trouvée sur le site est une fibule en or décorée de figures d'animaux. Le trousseau funéraire comporte aussi des unguentariums en céramique étrusque d'imitation corinthienne et des coupes en bucchero ainsi que des petites pièces manufacturées en os comme des dés et des boutons.
Les pièces archéologiques sont conservés au Musée archéologique Isidoro Falchi.

## Sources
- Voir liens externes